# یشیلوادی (سیریک)
یشیلوادی (ترکی استانبولی: Yeşilvadi) یک محله در ترکیه است که در ناحیهٔ سریک، آنتالیا واقع شده است. جمعیت این محله تا سال ۲۰۲۲ برابر با ۱۵۸ نفر بوده است.